# Feeling You Up
Feeling You Up es el nombre del segundo disco de estudio de la banda americana Truly. El disco fue lanzado en formato CD, así también como en vinilo. EL disco fue grabado entre los años 1995 y 1997 y lanzado en el año 1997 por la discográfica Thick. Si bien tanto este álbum como su predecesor, Fast stories...From Kid Coma fueron bien recibidos por la crítica, ninguno de los dos tuvo un éxito comercial, en parte por la aparición de otros grupos que poblaron las estaciones de radio y las cadenas de música de televisión, como Limp Bizkit, Everclear o Radiohead. La canción "It's On Your Face" fue utilizada en el episodio 16 de la serie de Francis Ford Coppola, First Wave.

## Lista de temas
1. "Intro" -4:31
2. "Public Access Girls" -5:23
3. "Twilight Curtains" -6:00
4. "Wait Til' the Night" -4:49
5. "Air Raid" - 4:52
6. "It's On Your Face" -4:34
7. "EM7" -2:57
8. "Come Hither" -4:02
9. "Leatherette Tears" -5:29
10. "The Possessions" -7:14
11. "Repulsion" - 4:36

## Créditos
- Jon Auer -Ingeniero
- Phil Ek -Productor
- Ross Halfin -Fotografía
- Stuart Hallerman -Ingeniero
- Adam Kasper -Productor
- Jeff Kleinsmith -Diseño
- Mark Pickerel -Percusión, batería, Voces (coros)
- Robert Roth -Guitarra, Piano, Órgano, Voces, Sintetizador Moog Modular, productor, Melotrón
- Trish Scearce -Voces (coros)
- Kevin Suggs -Ingeniero
- Aaron Warner -Ingeniero
- Hiro Yamamoto -Bajo, Voces (coros)